# Wend von Wietersheim
Wend von Wietersheim foi um General Alemão durante a Segunda Guerra Mundial. Nasceu em Neuland, Löwenberg, em 18 de abril de 1900, faleceu em Bonn em 19 de setembro de 1975.

## Biografia
Ele foi um oficial cadete em 1918 e após se tornou Leutnant no Regimento Hussars no ano seguinte. Durante o período de entre guerras ele continuou a sua carreira no Exército. Em setembro de 1939, ele era um Major e Ajudante da 3ª Divisão Panzer. Chegou ao comando do Batalhão Kradschtz 1 (5 de março de 1940) e após o Pz.Gren.Rgt. 113 (20 de julho de 1941).
Promovido para Oberst em 1 de abril de 1942, Generalmajor em 1 de novembro de 1943 e Generalleutnant em 1 de julho de 1944, e foi designado para comandar a 11ª Divisão Panzer (10 de julho de 1943) e o XXXXI Corpo Panzer.
Se rendeu aos Americanos juntamente com a sua divisão em 5 de maio de 1945 e permaneceu em cativeiro até 1948. Faleceu em Bonn em 19 de setembro de 1975.

## Condecorações
Foi condecorado com a Cruz de Cavaleiro da Cruz de Ferro (10 de fevereiro de 1942), com Folhas de Carvalho (12 de janeiro de 1943, n° 176) e Espadas (26 de março de 1944, n° 58) e a Cruz Germânica em Ouro (24 de dezembro de 1941).